# Barwa (Niger)
Barwa ist ein Dorf in der Landgemeinde Bosso in Niger.

## Geographie
Das Dorf liegt im äußersten Südosten Nigers in der Landschaft Manga am ehemaligen Westufer des geschrumpften Tschadsees. Die Siedlung Bosso, Hauptort der Landgemeinde Bosso und des Departements Bosso in der Region Diffa, befindet sich rund 24 Kilometer südöstlich von Barwa. Das Dorf ist Teil der 860.000 Hektar großen Important Bird Area des Graslands und der Feuchtgebiete von Diffa. Zu den in der Zone beobachteten Vogelarten zählen Arabientrappen, Beaudouin-Schlangenadler, Braunrücken-Goldsperlinge, Fuchsfalken, Nordafrikanische Lachtauben, Nubiertrappen, Prachtnachtschwalben, Purpurglanzstare, Rothalsfalken, Sperbergeier und Wüstenspechte als ständige Bewohner sowie Rötelfalken, Steppenweihen und Uferschnepfen als Wintergäste.
Alternative Schreibweisen des Ortsnamens sind Baroua, Barroua, Barrua, Barruwa, Barua, Baruwa und Burwha.

## Geschichte

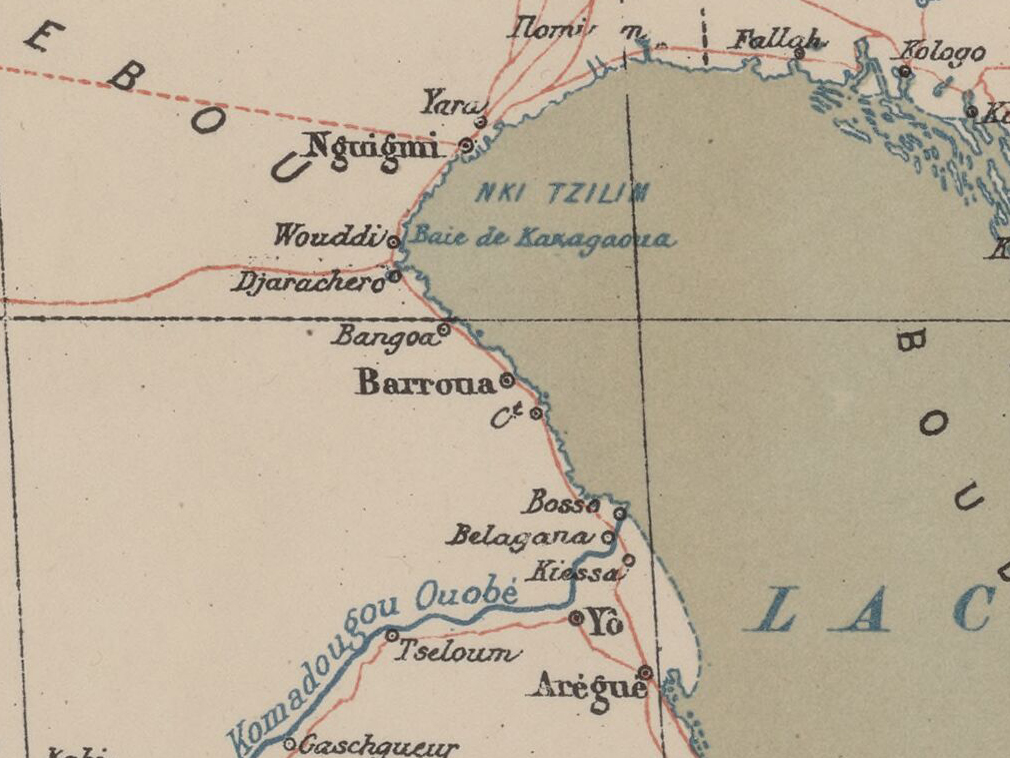
Ausschnitt einer Karte von 1903 mit Barwa (Barroua) im Zentrum

Barwa spielte eine Rolle in der europäischen Entdeckungsgeschichte Afrikas und im Wettlauf um Afrika. Die britischen Afrikaforscher Hugh Clapperton, Dixon Denham und Walter Oudney besuchten Barwa 1823 nach ihrer Nord-Süd-Sahara-Durchquerung. Sie beschrieben den Ort als von einer hohen Mauer umgeben, die allen Angriffe durch Tuareg widerstanden hatte, und schätzten die Einwohnerzahl auf 5000 bis 6000. Der deutsche Afrikaforscher Heinrich Barth versah sich 1854 hier mit getrockneten Fischen als Reiseproviant, bevor er nordwärts in die Sahara weiterreiste. Der deutsche Afrikaforscher Gerhard Rohlfs machte 1866 in Barwa Station und beschrieb den Ort als von einer Erdmauer umgeben. Im Jahr 1870 besuchte auch der deutsche Afrikaforscher Gustav Nachtigal die Siedlung.
Das französisch-britische Übereinkommen vom 5. August 1890 legte den Grenzverlauf zwischen den Einflusssphären der beiden Kolonialmächte entlang einer imaginären Linie zwischen Barwa und Say am Fluss Niger fest. Die Say-Barwa-Linie wurde durch das Pariser Übereinkommen vom 14. Juni 1898 aufgegeben, mit dem die Sultanate Maradi, Tessaoua und Zinder Frankreich zugesprochen wurden. Die französische Forschungs- und Militärexpedition Mission Foureau-Lamy besuchte Barwa am 4. Februar 1900. In den 1920er Jahren galt die durch den Ort führende und 1375 Kilometer lange Piste von Niamey nach N’Guigmi als einer der Hauptverkehrswege in der damaligen französischen Kolonie Niger. Sie war in der Trockenzeit bis Guidimouni und wieder ab Maïné-Soroa von Automobilen befahrbar.
In Barwa hatten sich 2014 viele Flüchtlinge aus dem Nachbarland Nigeria niedergelassen, die ihre Heimat wegen der Terroraktivitäten von Boko Haram verlassen mussten. Um daraus resultierenden Epidemien vorzubeugen, ließ das Internationale Komitee vom Roten Kreuz im selben Jahr in Barwa sowie in den Orten Bandi, Bosso, Dagaya und Toumour Masernimpfungen bei fast 30.000 Kindern durchführen. Über 4000 Bewohner von Barwa, die alle der Volksgruppe der Kanuri angehörten, flohen im Juli 2016 vor Boko Haram in den Weiler N’Gagam in der Nachbargemeinde Gueskérou. Als N’Gagam im März 2019 angegriffen wurde, flüchteten diese Menschen weiter in das Dorf Kindjandi in Gueskérou und in die Regionalhauptstadt Diffa.

## Bevölkerung
Barwa hatte 1974 Einwohner in 446 Haushalten bei der Volkszählung 1988, 1529 Einwohner in 288 Haushalten bei der Volkszählung 2001 und 3292 Einwohner in 611 Haushalten bei der Volkszählung 2012.
Barwa ist eines der Hauptzentren der Kanuri-Untergruppe Sugurti.

## Kultur
Barwa ist ein Schauplatz der Abenteuerromane Les tueurs de serpents (1892) von Armand Dubarry und Vers le Tchad (1897) von Léo Dex.

## Wirtschaft und Infrastruktur
Barwa gehört neben den Dörfern Blatoungour, Doro Léléwa und Gadira zu den wichtigsten Anlegestellen für die Fischerei am Tschadsee in Niger. Im Ort wird ein Wochenmarkt abgehalten. Der Markttag ist Mittwoch. Mit einem Centre de Santé Intégré (CSI) ist ein Gesundheitszentrum im Dorf vorhanden. Die Niederschlagsmessstation von Barwa wurde 1981 in Betrieb genommen.